# Nataša
Nataša je ženské křestní jméno, které má podle českého kalendáře svátek 18. května. Jméno úzce souvisí se jménem Natálie, vzniklo vlastně jako ruská domácká podoba jména Natálie.
Význam jména vychází z latinského nātīvĭtās, které znamená narození. Tradičně toto jméno dostávaly dívky narozené 25. prosince, tedy v den narození Ježíše Krista. Nataša se tak volně překládá jako „narozená v den zrození Krista“, případně též „dítě Vánoc“. 
Zdrobněliny a domácké podoby jména mohou zahrnovat Nataška, Naty, Natašenka, Natašinka, Taška, Tašinka a další.

## Statistické údaje
Následující tabulka uvádí četnost jména v ČR a pořadí mezi ženskými jmény ve srovnání dvou roků, pro které jsou dostupné údaje MV ČR – lze z ní tedy vysledovat trend v užívání tohoto jména:
| Rok       | Četnost  | Pořadí   |
| 1999      | 2684     | 151.     |
| 2002      | 2680     | 153.     |
| Porovnání | o 4 méně | o 2 hůře |

Změna procentního zastoupení tohoto jména mezi žijícími ženami v ČR (tj. procentní změna se započítáním celkového úbytku žen v ČR za sledované tři roky) je +0,6%.

## Známé nositelky jména
- Nataša Gollová – česká herečka
- Nataša Gáčová – česká herečka, Činoherní studio Ústí nad Labem
- Nataša Novotná – česká tanečnice
- Natasha Gregson Wagner – americká herečka
- Natasha Thomas – dánská zpěvačka
- Natascha Wodin – německá spisovatelka
- Natasha Richardson – anglická herečka
- Nataša Randlová – česká právnička
- Natacha Atlas – francouzská zpěvačka